# Psilogramma danneri
Psilogramma danneri là một loài bướm đêm thuộc họ Sphingidae. Loài này có ở Uttar Pradesh ở Ấn Độ.